# Abū Ghānim al-Khurāsānī
Abū Ghānim Bishr b. Ghānim al-Khurāsānī (vissuto nella seconda metà del II secolo dell'egira; fl. IX secolo) è stato un religioso musulmano, considerato uno dei più antichi maestri di diritto presso gli ibaditi.
Sono poche le notizie biografiche che si hanno su di lui. Nativo del Khorasan, una regione della Persia, si formò negli studi a Bassora -che all'epoca era il centro di elaborazione del pensiero ibadita- sotto la guida di alcuni discepoli di Abū 'Ubaydah.
Si trasferì in seguito nel regno di Tahert presso 'Abd al-Wahhāb (784-832) figlio di Abd ar-Rahman ibn Rustum (anche la dinastia rustumide era di origine iranica) portando con sé una copia del suo compendio giuridico noto col nome di Mudawwana (letteralmente "raccolta giuridica"). 
In essa egli comprendeva le opinioni in materia giuridica dei dotti alla cui scuola si era formato, in particolare i discepoli di Abū 'Ubaydah: al-Rabi' b. Habib (trasferitosi poi nell'Oman), Abū al-Muhājir Hashim b. al-Muhājir (stabilitosi a Kufa dal Hadramawt), Abū Ayyub Wā'il b. Ayyub (anch'egli del Hadramawt), Abū al-Mu'arrij 'Amr b. Muhammad (di Qudam nello Yemen), Abu Sa'īd 'Abdullāh b. 'Abd al-'Azīz, Abū Ghassān Mukhallad b. al-'Amarrad, Hātim b. Mansūr. Di questo testo, per lungo tempo conservato manoscritto e pubblicato a stampa solo nel XX secolo, si conoscono due versioni, una più estesa (al-Mudawwana al-kubrâ "la Mudawwana maggiore") e una più ridotta (al-mudawwana al-sughrâ "la Mudawwana minore"). Pare che solo quest'ultima contenga il testo originale di Abū Ghānim, mentre la versione maggiore incorporerebbe anche altri testi, di diversa provenienza, nell'elaborazione del curatore dell'edizione (Muhammad b. Yūsuf Aṭfayyis).
Un'altra opera che gli viene attribuita è il Al-Diwān al-Ma'rud 'Ala 'Ulamā' al-Ibādhiyah, un'opera contenente aneddoti e narrazioni riguardanti alcuni tra i più antichi personaggi autorevoli dell'ibadismo.
Il testo della Mudawwana ha avuto numerosi commenti, uno dei quali, in berbero, venne scoperto sul finire dell'Ottocento, ma è tuttora inedito. Di recente è stata annunciata la riscoperta di alcuni manoscritti, il che lascia presagire che presto siano resi disponibili nuovi dati su questo testo, che sembra composto in epoca assai antica e rappresenta un unicum nella letteratura berbera, in particolare dell'area orientale.